# Amastris punctata
Amastris punctata är en insektsart som beskrevs av Broomfield 1976. Amastris punctata ingår i släktet Amastris och familjen hornstritar. Inga underarter finns listade i Catalogue of Life.